# Druilmast
De druilmast is een tweede / achterste mast op een schip, waarbij de eerste / voorste mast groter is dan de achterste mast, en (bij yawlgetuigde schepen) de achterste mast achter de roerkoning is geplaatst. Als gevolg van het feit dat de druilmast ver naar achteren staat, hebben zeil en de mast een sterke invloed op het manoeuvreren met het schip.
Als de tweede, kleinere mast verder naar voren staat, wordt gesproken van een bezaansmast en een kitsgetuigd schip.
Aan de druilmast wordt de druil gevoerd, op een yawl een heel klein zeiltje, op een logger een zeil van redelijk formaat, maar kleiner dan het emmerzeil aan de voorste mast.
De druilmast wordt gevoerd door een yawlgetuigd schip en door een loggergetuigd schip.